# 四氧化铁
四氧化铁是一种无机化合物，化学式为FeO4，结构简式为(O2)FeO2，其中铁的氧化态为+6。它是铁元素的最高价氧化物，1987年时由金属铁制成的阳极在强碱性溶液中溶解制得，也有用激光蒸发产生的铁原子和氧气，在氩基质中反应的制备方法。其化学性质不稳定，具有很强的氧化性。